# Megachile albohirsuta
Megachile albohirsuta är en biart som beskrevs av Pasteels 1965. Megachile albohirsuta ingår i släktet tapetserarbin, och familjen buksamlarbin. Inga underarter finns listade i Catalogue of Life.